# George Ernest Wright
George Ernest Wright (* 5. September 1909; † 29. August 1974) war ein US-amerikanischer Alttestamentler und Biblischer Archäologe. Als Experte für Archäologie des Nahen Ostens erlangte er besondere Bekanntheit für seine Arbeiten im Bereich des Studiums und der Datierung von Keramik.

## Leben
George Ernest Wright wurde in Ohio als Sohn eines presbyterianischen Geistlichen geboren. Seinen Bachelor of Arts machte er am College of Wooster (Ohio), seinen theologischen Bachelor 1934 am McCormick Theological Seminary in Chicago. Im selben Jahr wurde er in der Presbyterianischen Kirche ordiniert.
Er studierte bei William Foxwell Albright an der Johns Hopkins University, wo er 1936 seinen Master of Arts und 1937 den PhD erwarb. Von 1939 bis 1958 lehrte er Geschichte und Theologie des Alten Testaments am McCormick Theological Seminary. 1958 wechselte an die Harvard Divinity School, wo er Professor und (ab 1961) Kurator des Semitischen Museums war. Dies blieb er bis zu seinem Tod.
Wright veröffentlichte zahlreiche Monographien und Artikel zu Themen von der biblischen Theologie bis hin zur Archäologie Palästinas.
Außerdem war er der Begründer der Zeitschrift The Biblical Archaeologist, die heute unter dem Namen Near Eastern Archaeology Magazine bekannt ist. Er war ein entschiedener Verteidiger der Wichtigkeit des Studiums des Alten Testaments für den christlichen Glauben. 1965 wurde er in die American Academy of Arts and Sciences gewählt.

## Expeditionen
Im Lauf seiner Lehrtätigkeit leitete Wright drei archäologische Expeditionen:
- 1956–1974: Die Drew-McCormick Archäologie-Expedition nach Sichem
- 1964–1965: Die Hebrew Union College Biblical and Archaeological School Expedition in Tell Gezer
- 1971–1974: Die Joint American Expedition nach Idalion, Zypern

## Schriften (Auswahl)
- The pottery of Palestine from the earliest times to the eighteenth century B.C, 1937.
- Iron: the date of its introduction into common use in Palestine, 1939.
- The Old Testament: Impediment or bulwark of the Christian faith? (McCormick Seminary addresses) 1945.
- God Who Acts, Biblical Theology as Recital, 1952.
- The faith of Israel, 1952.
- The Biblical doctrine of man in society (Ecumenical biblical studies), 1954.
- The pottery of Palestine from the earliest times to the end of the early Bronze Age, 1962.
- Archaeology, history, and theology, 1964.
- The challenge of Israel’s faith, 1956.
- The Westminster Historical Atlas to the Bible, 1956.
- Biblical Archaeology, 1957.
- Bringing Old Testament times to life, 1957.
- mit Reginald H. Fuller: The Book of the Acts of God: Christian Scholarship Interprets the Bible, 1957 Volltext.
- A hiding place of sinners: An exposition of Jeremiah 7,1-15 … A sermon delivered in the McCormick Seminary Chapel, Feb. 3; to the pre-Lenten conference … of Harvard Divinity School on Feb. 12. (1958).
- An introduction to Biblical archaeology (Studies in theology), 1960.
- The Bible and the ancient Near East: Essays in honor of William Foxwell Albright, 1961.
- Isaiah, 1964.
- Biblical Archaeology, 1962.
- The Old Testament Against Its Environment, 1962.
- Shechem, Biography of a Biblical City, 1965.
- The Book of the acts of God: Modern Christian scholarship interprets the Bible, 1965.
- The Old Testament and Theology, 1969.
- The thousand years before Christ, 1969.
- The book of Isaiah; The Layman’s Bible commentary, 1972.